# Turowo (gromada)
Turowo – dawna gromada, czyli najmniejsza jednostka podziału terytorialnego Polskiej Rzeczypospolitej Ludowej w latach 1954–1972.
Gromady, z gromadzkimi radami narodowymi (GRN) jako organami władzy najniższego stopnia na wsi, funkcjonowały od reformy reorganizującej administrację wiejską przeprowadzonej jesienią 1954 do momentu ich zniesienia z dniem 1 stycznia 1973, tym samym wypierając organizację gminną w latach 1954–1972.
Gromadę Turowo z siedzibą GRN w Turowie utworzono – jako jedną z 8759 gromad na obszarze Polski – w powiecie szczecineckim w woj. koszalińskim na mocy uchwały nr 43/54 WRN w Koszalinie z dnia 5 października 1954. W skład jednostki weszły obszary dotychczasowych gromad Turowo i Łabędź ze zniesionej gminy Szczecinek, obszary dotychczasowych gromad Dziki i Wilcze Laski ze zniesionej gminy Krągi oraz miejscowości Lipnica i Raciborki wyłączone z miasta Szczecinka w tymże powiecie. Dla gromady ustalono 17 członków gromadzkiej rady narodowej.
31 grudnia 1959 z gromady Turowo wyłączono: a) wieś Wilcze Laski, włączając ją do gromady Lotyń oraz b) wieś Raciborki, włączając ją do miasta Szczecinka – w tymże powiecie, po czym gromadę Turowo  zniesiono, a jej (pozostały) obszar włączono do nowo utworzonej gromady Szczecinek tamże.